# Imigrație

Rata global a imigrației în 2011: pozitivă (albastru), negativă (oranj), stabilă (verde) și date lipsă (gri)

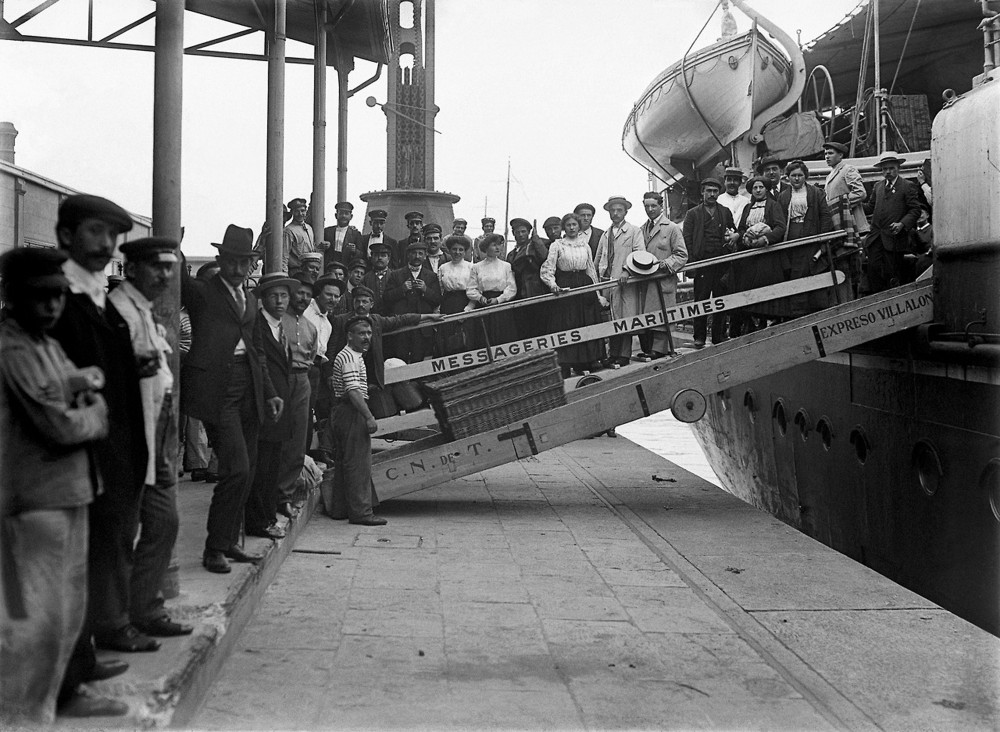
Imigranții europeni care sosesc în Argentina

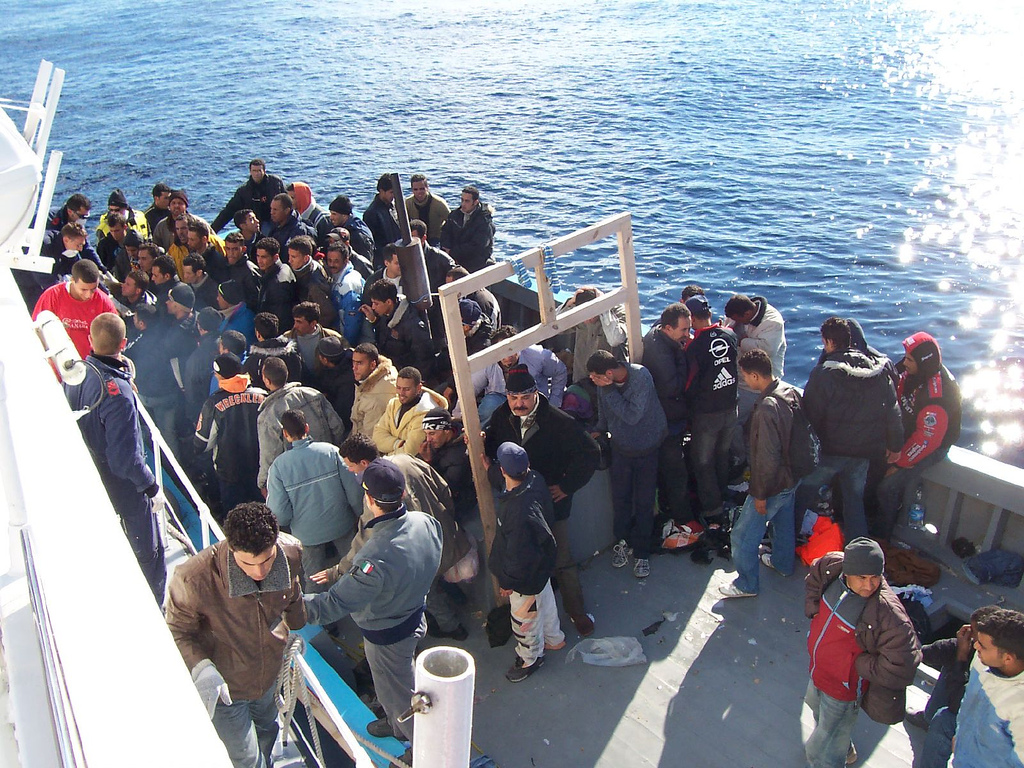
Imigranți ilegali sosind în Lampedusa, Italia, una din imaginile Crizei refugiaților în Europa

Imigrația este o mișcare a oamenilor într-o altă țară sau regiune în care aceștia nu sunt nativi, cu scopul de a se stabili acolo cu traiul, în special pentru o perioadă permanentă. Imigrația este o urmare a unui număr de factori, inclusiv: prosperitate economică, motive politice, motive familiale (de ex: reunificarea acesteia), de a scăpa de un conflict sau dezastru natural, sau pur și simpla dorința dea-și schimba mediul de viață.

## Cauze ale imigrației
- din motive de siguranță (în caz de război sau alte conflicte armate în țara de origine, epidemii, foamete, secetă, cutremure, inundație, tsunami și alte catastrofe naturale);
- din motive politice (dizidență politică, fuga de persecuție politică, purificare etnică, dictaturi, corupție politică, lipsa diferitelor drepturi și libertăți);
- din motive economice (locuitorii din țările sărace caută o viață mai bună în țările dezvoltate;
- din motive de fiscalitate (instalare într-o țară cu un nivel de impozitare mai scăzut);
- din motive profesionale (pentru a găsi un loc de muncă, pentru evitarea șomajului);
- din motive educaționale (pentru studii, învățarea unei limbi străine, obținerea unui grad);
- din motive religioase (fundamentalism religios sau intoleranță religioasă);
- din motive sentimentale (alăturare de un alt membru al familiei deja instalat).
- din motive personale (identificare cu valorile sale ideologice, angajament cu partenerii rezidenți într-o altă țară);
- din motive infracționale (pentru implicarea în activități criminale, pentru a evita arestarea, pentru a scăpa de justiția țării sale);
- într-o manieră forțată, în cazul în care cei care migrează sunt victime ale traficului de ființe umane.